# أكاديمية طليطلة للمشاة

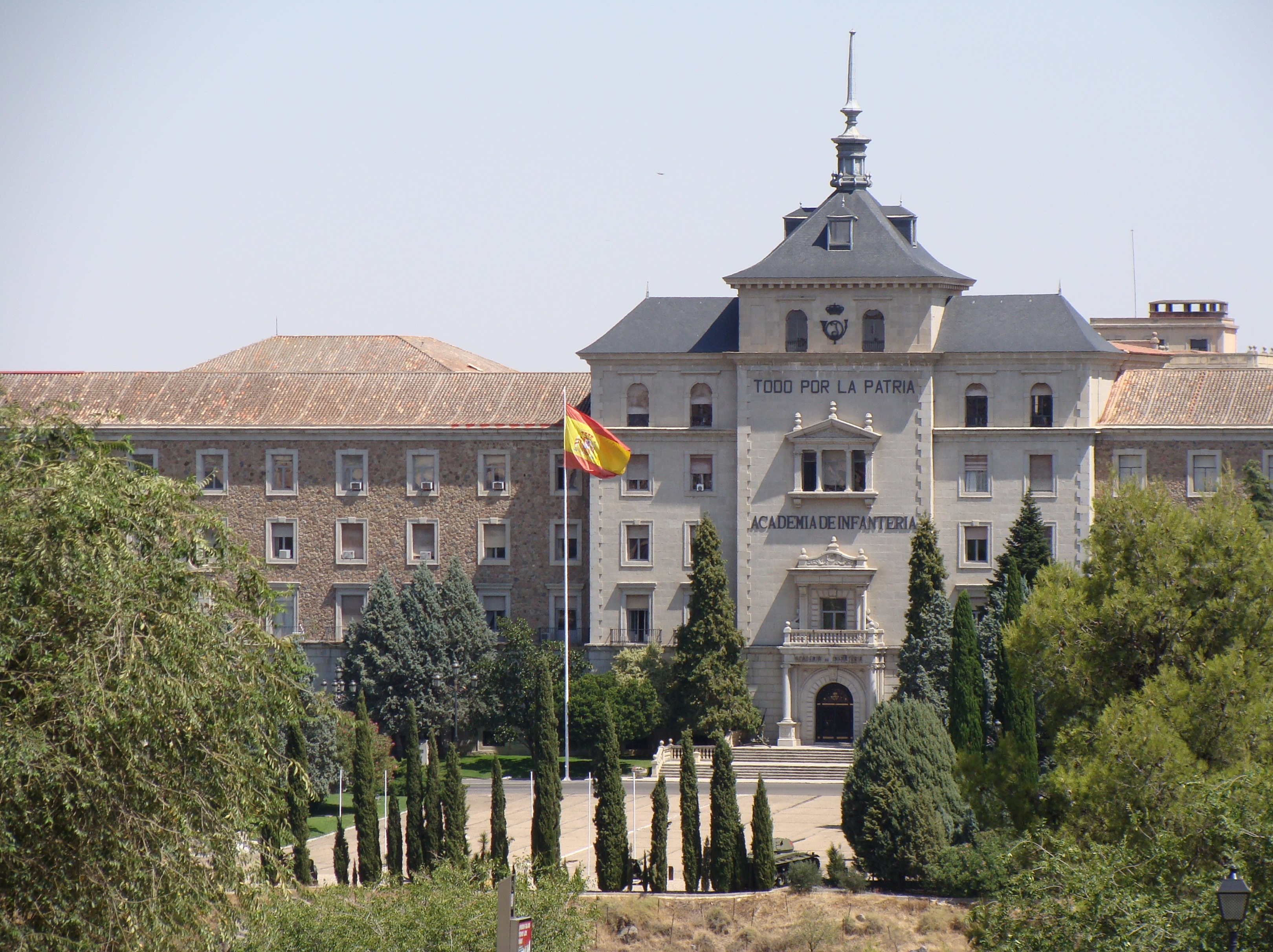
واجهة أكاديمية طليطلة للمشاة

أكاديمية المشاة (ACINF) هي مركز تدريب عسكري للجيش الإسباني يقع في مدينة طليطلة. المركز مسؤول عن توفير التدريب الأساسي والتخصص والتدريب للضباط وضباط الصف من فرع المشاة في الجيش الإسباني. تقع على الضفة المقابلة نهر تاجة من المركز الحضري الرئيسي، وهي متصلة بمنطقة سانتا باربرا السكنية من خلال كويستا دي سان سيرفاندو. 